# Зарембо, Николай Петрович
Николай Петрович Зарембо (1 февраля 1901, Саблино, Санкт-Петербургская губерния, Российская империя — 5 ноября 1967, Москва, СССР) — военно-морской деятель, контр-адмирал (11.05.1949).

## Биография
Родился 1 февраля 1901 года в деревне Саблино, ныне посёлок Ульяновка в Тосненском районе, Ленинградской области. Русский. В 1914 году окончил железнодорожную школу, после чего работал газетчиком Газетного агентства в Петрограде. В 1915 году поступил Военно-фельдшерскую школу в Кронштадте, одновременно с учёбой с 1917 года работал санитаром Кронштадтского морского госпиталя. С 1918 года, после окончания школы, работает лекарским помощником Шлиссельбургского уездного здравотдела.
С 5 мая 1920 года призван в Морские силы РККА, и проходит службу лекарским помощником штаба минной бригады морских сил Балтийского моря, с июля 1920 года на той же должности проходит службу на эсминце «Амурец». В марте 1921 года принимает участие в подавлении Кронштадтского восстания. С сентября 1923 года — курсант военно-морского политического училища им. тов. Рошаля в городе Петрограде. В ноябре 1926 года, после окончания училища, назначен начальником клуба на линкоре «Марат» морских сил Балтийского моря, в 1927 году вступил ВКП(б), с января 1928 года на той же должности в Военно-морском училище имени М. В. Фрунзе в Ленинграде. С июня 1931 года — инструктор по агитационно-пропагандистской работе Политотдела минных кораблей морских сил Балтийского моря.
С октября 1933 года — слушатель военно-морского факультета Военно-политической академию имени Н. Г. Толмачёва в Ленинграде. С августа 1937 года, после окончания академии, назначен военным комиссаром 1-го дивизиона 7-й бригады эсминцев Тихоокеанского флота. С апреля 1938 года — начальник политотдела Совгаванского укреплённого района береговой обороны ТОФ. С октября 1938 года — старший преподаватель курсов усовершенствования политического состава ТОФ. С февраля 1939 года — военный комиссар отдельного дивизиона сторожевых кораблей ТОФ. С марта 1939 года — начальник политотдела Северной Тихоокеанской флотилии ТОФ.
С началом Великой Отечественной войны состоит в прежней должности. Флотилия в которой служил Зарембо участвовала в постановке минных заграждений в районе Советской Гавани. За успешное выполнение заданий командования капитан 1-го ранга Зарембо был награждён орденом Красной Звезды. С апреля 1943 года — старший инструктор Главного Политического Управления ВМФ, а с июня того же года назначен членом Военного совета, а с октября начальником политотдела Волжской военной флотилии осуществлявшей транспортировку нефти из Каспийского моря и других грузов. За успешное выполнение заданий командования Зарембо был награждён орденом Отечественной войны I степени. С февраля 1944 года — начальник политотдела Беломорской военной флотилии. С апреля 1944 года — начальник политотдела Отряда кораблей Северного флота. С ноября 1944 года начальник политотдела Эскадры кораблей СФ. За умелое и мужественное управление боевыми операциями на Северном флоте был награждён флотоводческими орденами Ушакова и Нахимова.
С июня 1945 года — начальник Политуправления Северного Флота. С января 1952 года — заместитель по политической части начальника Главного организационного Управления Морского Генерального штаба ВМФ. С мая 1953 года — заместитель по политической части начальника Организационно-мобилизационного управления Генерального штаба ВМФ. С октября 1954 года — начальник политотдела Порккала-Уддской военно-морской базы 8-го ВМФ. С декабря 1955 года — советник начальника Народной морской полиции ГДР. С февраля 1956 года — военный советник начальника Политуправления ВМФ Национальной народной армии ГДР. С февраля 1957 года в распоряжении Главного Политического Управления СА и ВМФ, а в марте того же года уволен в запас. После увольнения из ВМФ, работал заместителем председателя правления общества «СССР-Норвегия».
Умер 5 ноября 1967 года в Москве.

## Воинские звания
Полковой комиссар
Бригадный комиссар — 14.05.1942
Капитан 1 ранга — 10.12.1942
Контр-адмирал — 11.05.1949

## Награды
- орден Ленина (30.04.1945)[4][5];
- два ордена Красного Знамени (03.11.1944[6][5], 15.11.1950[7][5]);
- орден Ушакова II степени (25.09.1944)[8];
- орден Нахимова II степени (17.07.1945)[9];
- орден Отечественной войны I степени (22.01.1944)[10];
- орден Красной Звезды (31.05.1943)[11]
  - медали в том числе:
  - «XX лет Рабоче-Крестьянской Красной Армии» (1938)[6];
  - «За оборону Советского Заполярья» (1945)[12];
  - «За победу над Германией в Великой Отечественной войне 1941—1945 гг.» (1945)[6];
- наградное оружие (1931, 1954)[2].

## Сочинения
- Опыт партийно-политической работы на речном боевом тралении. М., 1949;
- Партийно-политическая работа на кораблях и в частях в ходе боевой подготовки// Мор. сб. 1955. № 7. С. 66-77;
- Залпы главного калибра // Это было на Крайнем Севере. Сб. воспоминаний. Мурманск, 1965. С. 273—279;
- Волжские плесы. М., 1970.